# Марьино (Торжокский район)
Ма́рьино — село в Торжокском районе Тверской области. Центр Марьинского сельского поселения.

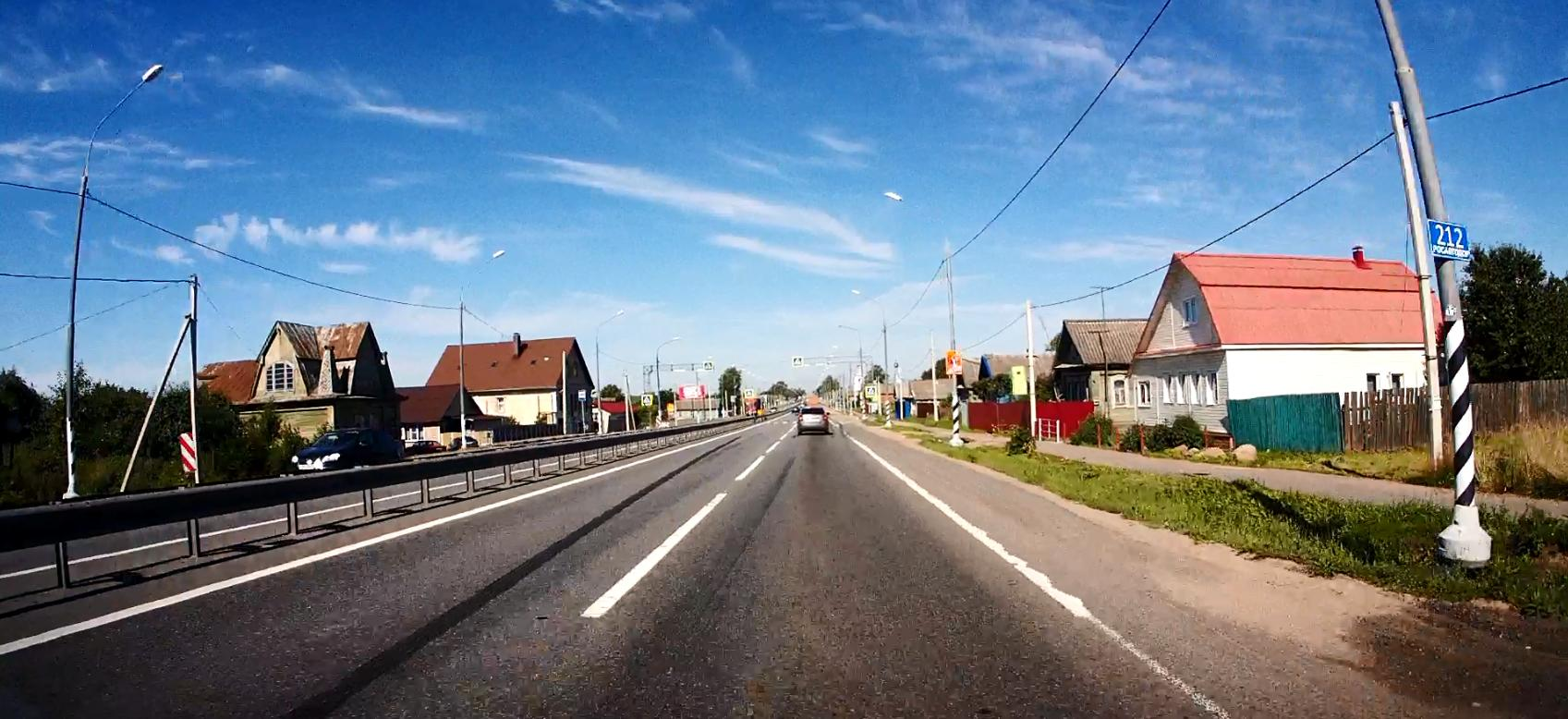
Шоссе Москва — Санкт-Петербург в районе села Марьино

## Население
По переписи 2002 года — 431 человек, 183 мужчины, 248 женщин.
| 1859 | 1884 | 1897 | 1997 | 2002 | 2008 | 2010 |
| ---- | ---- | ---- | ---- | ---- | ---- | ---- |
| 734  | ↘600 | ↘547 | ↘476 | ↘431 | ↗447 | ↗467 |

## Расположение
- Находится в 20 км к юго-востоку от города Торжка.
- Расположено на автодороге «Москва — Санкт-Петербург» М10 (E 105).
- На реке Логовежь — притоке реки Тверцы.

## История
Во второй половине XIX — начале XX века деревня центр Марьинской волости Новоторжского уезда. В 1859 году в Марьино — 65 дворов, 420 жителей, в 1884—102 двора, 600 жителей, мелочная лавка, трактир, питейное заведение; промыслы: овчинники, красильщики, кузнецы, извозчики, прислуга.

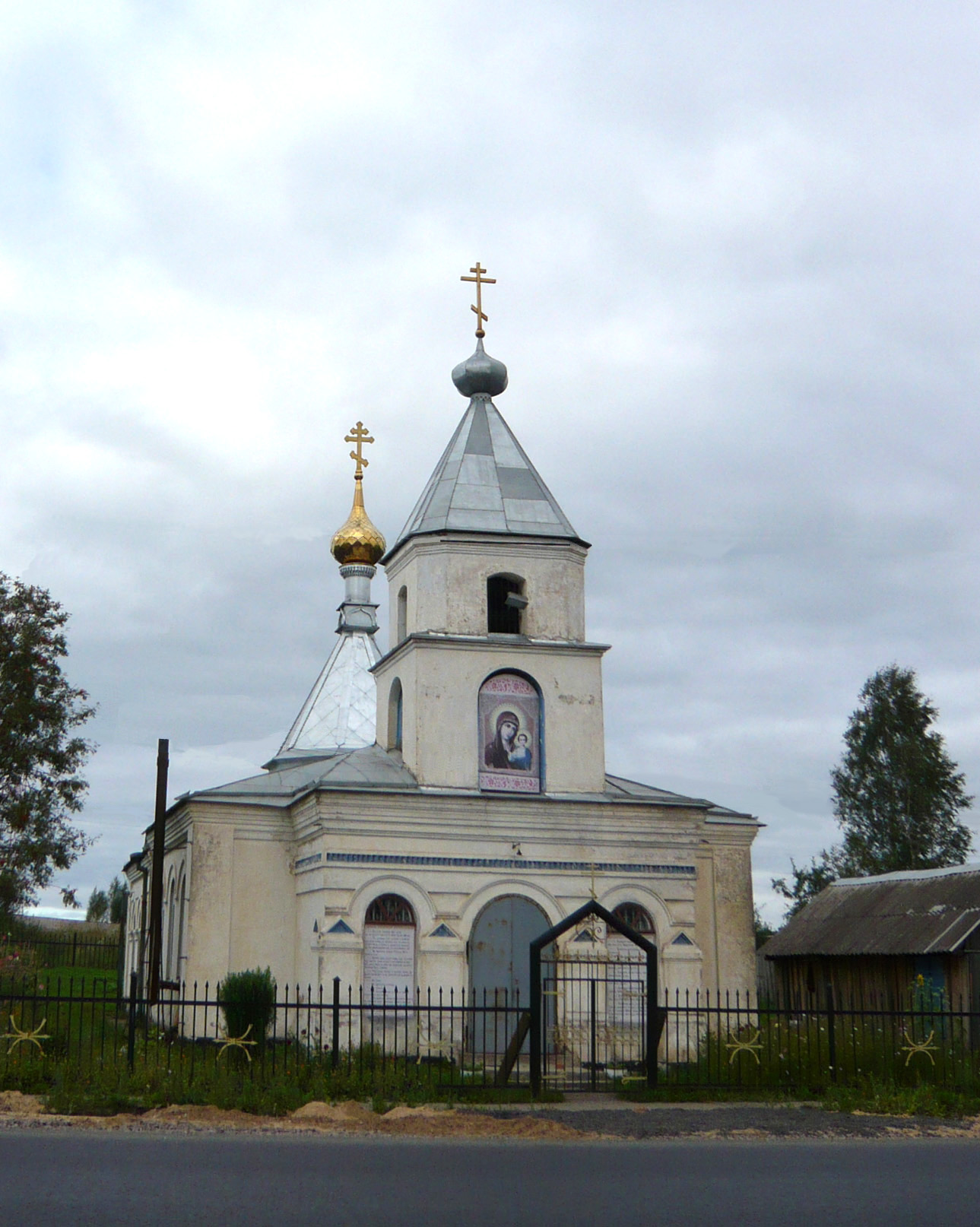
Казанская церковь в селе Марьино

В 1902 году существовавшая в деревне часовня в честь Преображения была перестроена в церковь и Марьино стало селом и центром прихода.
Во время Великой Отечественной войны, сразу после захвата города Калинина, 3-я танковая группа немецких войск начала наступление по ленинградскому шоссе в направлении на Торжок. Село Марьино было захвачено 17 октября 1941 года, дальше противник пройти не смог. 21 октября войска Красной Армии ликвидировали «марьинский прорыв», село было освобождено. Марьино стало первым окончательно освобождённым населённым пунктом СССР во время войны.
В 1997 году в селе 164 хозяйства, 476 жителей; администрация сельского округа, центральная усадьба колхоза «Марьино» (бывш. «Борьба»), школа, ДК, детсад, магазины.

## Достопримечательности
Действующая Казанская церковь, 1902 года. ОКН № 6931067000

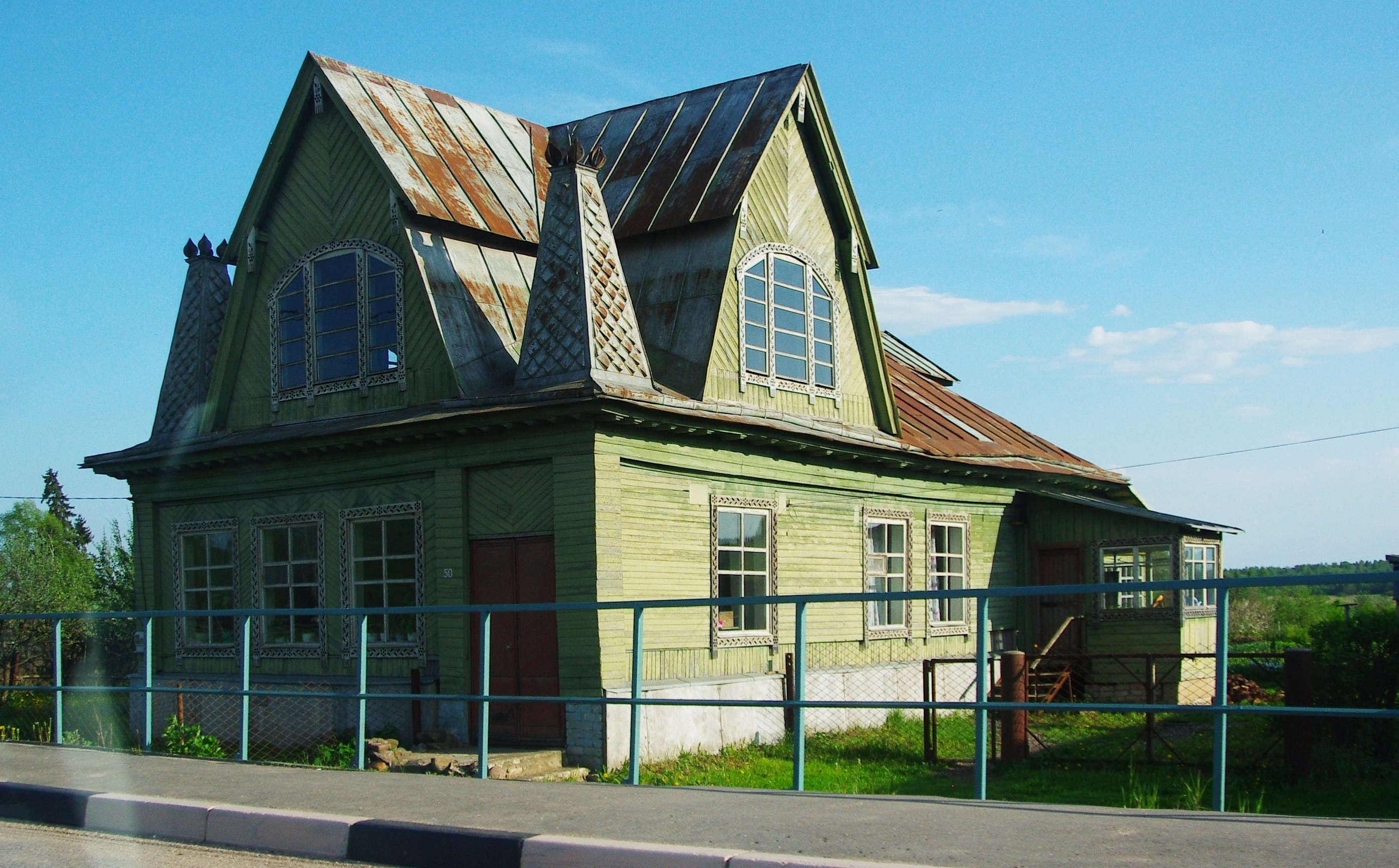
Дореволюционный дом в стиле модерн в селе Марьино

Рядом с селом, у моста на шоссе Тверь — Торжок (магистраль М10), сохранились остатки плотины, а также каменное мощение берега реки Логовежь.

## Известные люди
В селе Марьино родился Герой Советского Союза Алексей Александрович Иванов (1922—1941).